# José Artur Barbosa de Oliveira
José Artur Barbosa de Oliveira, mais conhecido como Artur (Ibititá, 22 de outubro de 1984), é um ex-futebolista brasileiro que atuava como lateral-direito e zagueiro.

## Carreira
Ex-boia-fria, Artur nunca passou por nenhuma base de clube e se destacava no futebol amador quando, aos 22 anos, ganhou sua primeira oportunidade como zagueiro no Vitória da Conquista. Foi eleito a revelação da competição em 2008 e comprado pelo Mirassol. Depois foram quatro anos de São Caetano.
Em janeiro de 2012, Artur foi contratado por empréstimo pelo Palmeiras, primeiramente pra ser reserva de Cicinho no Campeonato Paulista e na Copa do Brasil.
Artur ganhou destaque pelo seu início arrasador com a camisa palmeirense. Mesmo sendo um jogador de defesa, fez três gols nas suas três primeiras partidas pelo Campeonato Paulista de Futebol de 2012, sendo elas contra o XV de Piracicaba, Ituano e o Guaratinguetá. Ganhou a vaga de titular na fase final da Copa do Brasil, ajudando o Palmeiras a conquistar um título nacional após doze anos. Foi, no entanto, no mesmo ano, titular do elenco que rebaixou o Palmeiras para a Série B do Campeonato Brasileiro. A queda, por sua vez, pesou para que a diretoria não demonstrasse interesse em adquirir o jogador em definitivo, que ao final do ano, quando encerrou seu empréstimo com o Palmeiras, volta ao São Caetano.
Em 2013, atuou pela Ponte Preta, onde disputou a Copa Sul-Americana e chegou a final da competição continental contra o Lanús, da Argentina, mas acabou ficando com o vice-campeonato.
Em fevereiro de 2014, chegou a ser apresentado no América Mineiro, porém antes de assinar o seu contrato o jogador alegou um incômodo no joelho, e que não poderia jogar imediatamente. Como o contrato seria até o final do Campeonato Mineiro e sua recuperação levaria uns 20 dias, o jogador achou melhor não ficar.
Em março do mesmo ano, acertou com o Figueirense. No final de junho, rompeu seu contrato com o clube catarinense e interrompeu sua carreira para cuidar de sua esposa, diagnosticada com Febre reumática. Retomaria suas atividades só no ano seguinte, retornando ao São Caetano.

## Títulos
Palmeiras
- Copa do Brasil: 2012

Ponte Preta
- Campeonato Paulista do Interior: 2013

Figueirense
- Campeonato Catarinense: 2014